# 根德街 (雪梨)
根德街（英語：Kent Street），又譯堅街、傾街，是澳洲新南威爾斯州雪梨的一條街道。街道初名為Soldiers Back Row，後改以維多利亞女皇之父根德公爵愛德華王子命名。
根德街南始雪梨商業中心區的利物浦街，北迄美羅仕般的風車街（Windmill Street）。1980年7月27日，西區幹路開通後，利物浦街與亞士堅街（Erskine Street）之間的根德街路段由雙程道路改為向北的單程路。